# Vínculo paterno

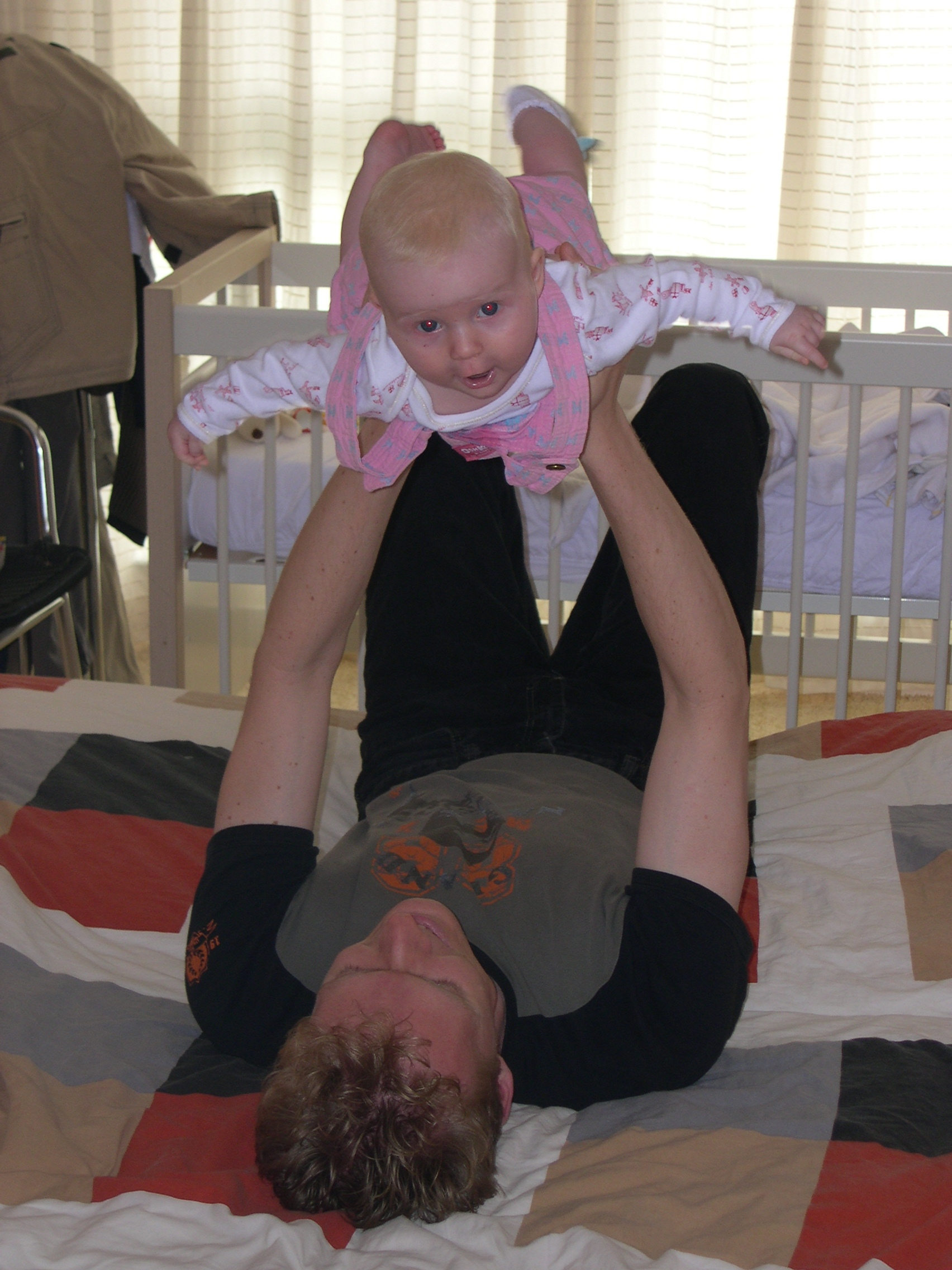
Un padre jugando con su bebé.

El vínculo paterno es el vínculo humano entre padres e hijos.

## Vínculo padre-hijo
Los bebés pueden apegarse a sus padres. El vínculo entre madre e hijo ha sido un foco común en la investigación sobre hogares; sin embargo, más estudios en los Estados Unidos y Europa se han centrado en los detalles del apego entre padre e hijos. En el libro Género en perspectiva transcultural, Barry S. Hewlett demostró que los bebés crean vínculos con sus padres. Explicó cómo los niños recién nacidos se vinculan con sus padres a edades similares durante el desarrollo. Los investigadores cuestionan cómo se produce el vínculo entre padre e hijo porque la paternidad tiene muchos roles diferentes en diversas culturas. Surgen preguntas sobre cómo los padres tienen la capacidad de vincularse con sus hijos si no tienen el mismo tipo de papel que desempeñan las madres en el desarrollo del bebé.
El padre de un niño puede desarrollar el vínculo durante el embarazo humano de su pareja, sintiendo apego por el niño en desarrollo. Las investigaciones indican que esto puede tener alguna base biológica. Las estadísticas muestran que los niveles de testosterona de los padres tienden a disminuir varios meses antes del nacimiento del niño. Dado que los niveles altos de testosterona están relacionados con un comportamiento más agresivo, los niveles bajos pueden mejorar la capacidad de desarrollar un nuevo vínculo de relación.
Los padres también juegan un papel importante en la creación de vínculos después del nacimiento de un hijo. Los padres encuentran muchas maneras de fortalecer el vínculo entre padres e hijos con sus hijos, como calmarlos, consolarlos, alimentarlos (leche materna reducida, fórmula o fórmula infantil), cambiar pañales, bañarlos, vestirlos, jugar y abrazarlos. Llevar a su bebé en un portabebés o mochila o empujarlo en un portabebés puede fortalecer el vínculo, al igual que participar en la rutina de la hora de dormir de su bebé. Estas son actividades integrales que los padres comparten para desarrollar la relación entre padres e hijos. Los padres también tienen roles secundarios específicos que evolucionan a partir de sus diferentes culturas y sociedades.

### Cultura europea y americana

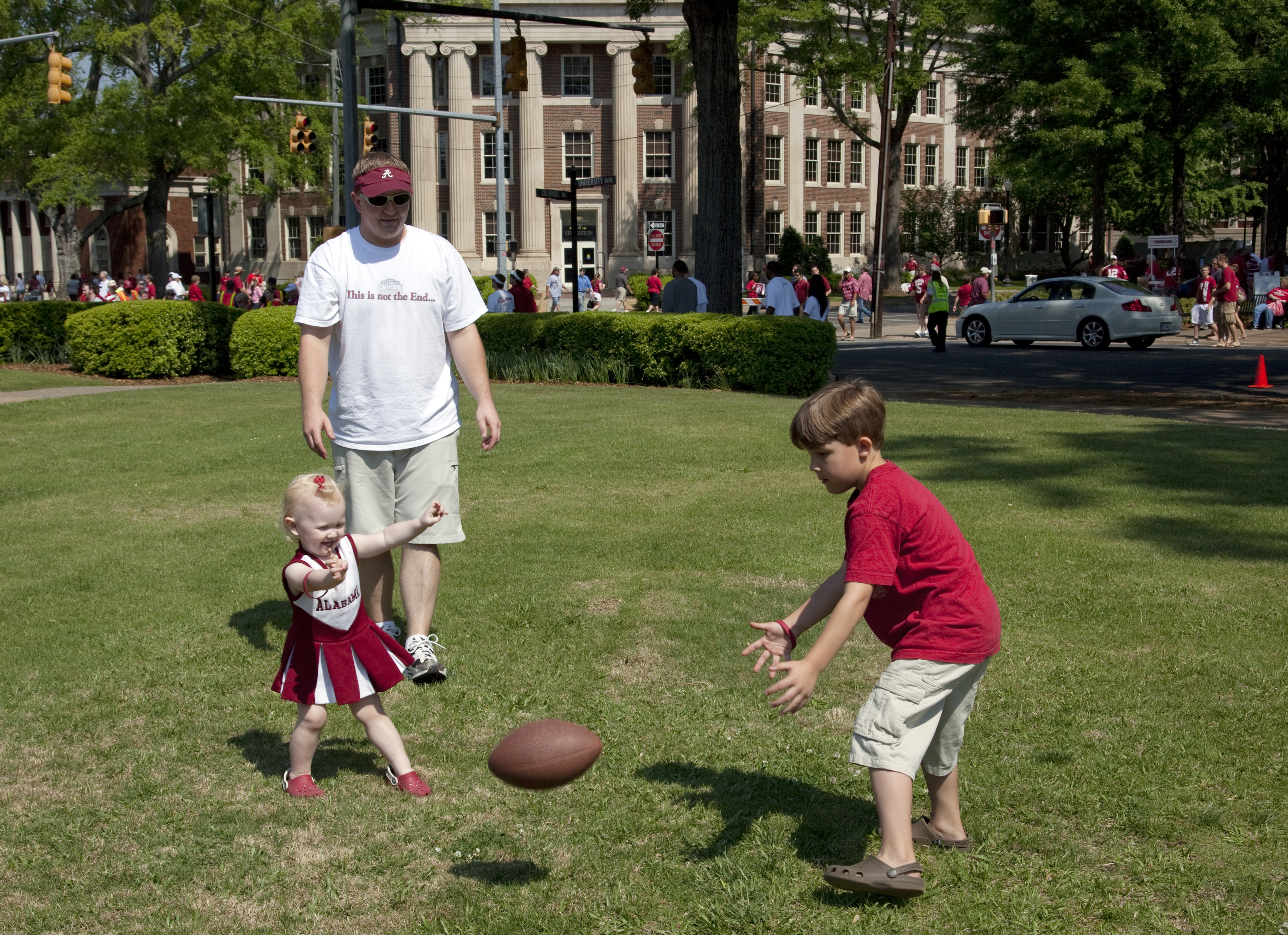
Un padre estadounidense jugando con su hijo y su hija durante una fiesta en la puerta trasera. Las salidas, como los eventos deportivos, a menudo permiten que los padres establezcan vínculos con sus hijos a través de pasatiempos y actividades.

Se considera que los padres europeos y estadounidenses tienen una relación más agresiva y vigorosa con sus hijos. Esto no significa perjudicial; sin embargo, significa que existe una interacción física y altamente estimulante entre el padre y el niño. Esto le dio al niño emociones que reflejaban una experiencia estimulante y divertida que les permitió crear un vínculo padre-hijo diferente al vínculo madre-hijo. Está demostrado que las expresiones faciales y las emociones de un bebé hacia su padre son significativamente diferentes de sus emociones hacia sus madres, incluso a una edad muy temprana. Esto muestra que la presencia de un padre le da al niño una variedad en la forma en que interactúa con diferentes personas. La pelea no sólo tiene importancia para los vínculos que los niños establecen con el padre, sino que también ayuda a enseñarles lecciones de vida. El juego brusco ayuda a enseñar autocontrol, ayuda a los niños a comprender los roles sociales apropiados, les ayuda a darse cuenta de cuándo deben usarse ciertas emociones y les ayuda a comprender las emociones y expresiones faciales de los demás. Esta forma de vínculo entre el padre y el bebé crea un vínculo que es único. Le permite al niño aprender lecciones valiosas, al mismo tiempo que se encuentra en un ambiente que mejora todos sus sentidos y le permite intensificar su relación con su padre.

### Cultura Aka
Los Aka son una sociedad de cazadores-recolectores en el sur de la República Centroafricana y el norte de Congo-Brazzaville. La forma en que forman su vínculo padre-hijo es muy diferente a la de los europeos y estadounidenses. Mientras que los europeos y los americanos se centran en el juego brusco, los Aka no permiten que este entorno altamente estimulante se desarrolle con sus hijos. Los padres también conocidos como padres siempre están cerca de sus bebés cuando nacen. Siempre duermen con sus bebés y siempre están muy cerca de ellos durante más de medio día. En general, los padres aka son más relajados e íntimos durante la paternidad que los de Estados Unidos.
Cuatro factores que son claves en el vínculo padre-hijo Aka:
1. Comprender al bebé:[2] Los padres también conocidos como padres están más cerca del niño que la mayoría de las culturas. Cargan al niño con frecuencia; por lo tanto, aprenden señales importantes que el niño muestra y que la mayoría de los padres no harían. Por ejemplo, entienden las señales que muestran cuando el niño tiene hambre o está enfermo.[2]
2. Comprender las prácticas de paternidad:[2] Los padres comprenden cuándo ser más juguetones, cuándo ser más físicos, cómo sostener correctamente a un niño y cómo calmarlo.[2] Entienden todas las interacciones necesarias para cuidar bien de un niño.
3. Conexión con el bebé:[2] El padre entiende cómo establecer un vínculo con el bebé. Saben si el bebé necesita más juegos bruscos o que lo tranquilicen. Desempeñan papeles importantes en el cuidado, por lo que comprenden las necesidades del bebé en otro nivel.
4. Representando los objetivos culturales y de paternidad:[2] Los Aka son cazadores-recolectores; por lo tanto, la caza de animales no es una forma suficiente ni principal de obtener alimento.[2] Esto significa que los machos no juegan un papel principal a la hora de salir a cazar para la tribu o sus propias familias. Esto permite que el padre pueda pasar más tiempo con el bebé y realmente crear un vínculo con él. Esto hace que el papel del padre en la crianza de los hijos sea un aspecto importante de la cultura Aka.

Los recolectores Aka de la República Centroafricana no cazan con arcos. Su principal fuente de caza es a través de redes. En la investigación transcultural de Hillary N. Fouts, tenía datos estadísticos que respaldaban la afirmación de que los diferentes roles en las poblaciones recolectoras tenían un impacto en la cantidad de tiempo que un padre pasaba con sus hijos. Fouts tomó diferentes poblaciones de alimentación en África y comparó su tipo de caza y el porcentaje de tiempo que estos padres eran vistos cargando a sus hijos. Su primer grupo de búsqueda de alimento fue la población Aka. Eran un grupo de caza con red que mantenía a sus hijos de 1 a 4 meses el 22% del día, a sus hijos de 8 a 12 meses el 11,2% del día y a sus hijos de 13 a 18 meses el 14,3% del día. La otra población cazadora neta era la Bofi. Hicieron que los padres cargaran a bebés de entre 36 y 47 años y de 48 a 59 meses durante el 5,4% del día.
Por el contrario, en los grupos de búsqueda de alimento que participaron en la caza con arco, los padres tenían a sus bebés en brazos durante mucho menos tiempo. En la población de alimentación de Hadza, los padres cargaban a bebés de entre 0 y 9 meses durante sólo el 2,5% del día. Los otros recolectores de caza con arco, los !Kung, los padres cargaban a bebés de 0 a 6 meses durante el 1,9% del día y a bebés de 6 a 24 meses el 4,0% del día.
Estas estadísticas muestran que los diferentes roles en la sociedad afectan la cantidad de tiempo que un padre dedica a cuidar e interactuar con sus hijos. Esto es importante porque muestra que cada cultura es diferente en lo que respecta a la crianza y la crianza de los hijos.

## Paternidad legal

### Estados Unidos
En Estados Unidos, se presume la paternidad legal para el marido de la madre a menos que se tome una acción por separado; un hombre soltero puede establecer la paternidad firmando un reconocimiento voluntario de paternidad o interponiendo una acción judicial. También se puede establecer la paternidad entre un hombre y una persona más joven, comúnmente en adopción, sin que ambos estén relacionados biológicamente.